# Henrik 2., greve af Champagne
Henrik 2. af Champagne (eller Henrik 1. af Jerusalem) (29. juli 1166 - 10. september 1197) var greve af Champagne 1181-1197, og konge af Jerusalem 1192-1197 gennem sit ægteskab med dronning Isabella 1. af Jerusalem.

## Tidligt liv
Henrik var den ældste søn af grev Henrik 1. af Champagne og Marie, datter af kong Ludvig 7. af Frankrig og hertuginde Eleonora af Aquitanien. Hans tante Adéle af Champagne var Ludvig 7.'s tredje kone. I 1171 blev Henrik forlovet med Isabella af Hainault. Da hun i stedet blev gift med Filip 2. af Frankrig, blev hans far, tante og andre medlemmer af hans familie vrede. Det gjorde dronning Adéles fraktion fjendtlig over for Isabellas familie og forårsagede således spændinger ved det franske hof. Henriks far døde i 1181, og hans mor regerede som regent indtil 1187.

## Fra korsridder til konge
I 1190 rejste Henrik mod øst efter at have fået sine baroner til at anerkende sin yngre bror Theobald som sin efterfølger, hvis han ikke vendte tilbage. Han sluttede sig til Det tredje korstog og ankom før sine onkler, kong Filip 2. af Frankrig og Richard 1. af England. Oprindeligt var han en af lederne af det franske kontingent ved belejringen af Akko inden Filip ankomst. Han siges at have været blandt de sammensvorne i bortførelsen af dronning Isabella 1. af Jerusalem for at få hende til at give sit acceptere en skilsmisse fra Humfried 4. af Toron, så hun kunne blive gift med Konrad af Montferrat. Henrik var beslægtet med Konrad gennem begge sine bedsteforældre på mødrenes side. Ifølge Baha ad-Din ibn Shaddad blev han såret i Akko den 15. november.
Senere under korstoget overførte Henrik sin troskab til Richard, der i april 1192 sendte Henrik som sin repræsentant fra Akko til Tyrus for at informere Konrad af Montferrat om hans valg til konge af Jerusalem. Henrik vendte derefter tilbage til Akko. Et par dage senere blev Konrad myrdet af to assasinere. Henrik vendte tilbage til Tyrus to dage senere, tilsyneladende for at hjælpe med at organisere Konrads kroning, men fandt i stedet ud af at en begravelse var ved at blive forberedt. Han blev straks forlovet med dronningen af Jerusalem, gravid og nu enke. De blev gift blot otte dage efter Konrads død.
Ægteskabet blev romanticeret af nogle af krønikeskriverne. Bl.a. at Isabella var så optaget af Henriks fysiske tiltrækning (han var 20 år yngre end Konrad), at hun bad ham om at gifte sig med hende. Da det allerede var kendt at hun var gravid med Konrads barn, Maria af Montferrat, blev ægteskabet af visse betragtet som skandaløst, men det var politisk vigtigt for hende at få en ny mand til at kunne forsvare kongeriget. Dog har der nok været en vis konsultation med Jerusalems Haute Cour. Parret fik tre døtre, Margrete, Alix og Filippa.
Henrik bad om sin onkel Richard Løvehjertes tilladelse og fik den straks. Eftersom Richard blev mistænkt for mordet på Konrads, rejser dette yderligere spørgsmål om hele episoden. Faktisk søgte Henrik, der var kendt af araberne som "al-kond Herri", senere en alliance med assasinerne og blev inviteret til at besøge deres fæstningsborg, al-Kahf. For at demonstrere sin autoritet vinkede assasinernes leder til to tilhængere, der straks kastede sig ned fra voldene og til deres død. Assasinerne tilbød derefter at begå et mord for Henrik som en ære for deres gæst. Henrik gjorde indsigelse, indgik traktaten og drog væk. Patrick A. Williams har foreslået Henrik selv som en mistænkt for mordet på Konrad, selvom det ville have været en risikabel opgave uden hans onkels støtte.
Henrik døde i 1197, da han faldt ned fra et vindue på første sal i sit palads i Akko. Der er forskellige beretninger fra forskellige manuskripter i den oldfranske fortsættelse af Vilhelm af Tyrus, også kendt som Ernouls krønike. Hovedparten fortæller, at et vinduesgitter eller en balkon gav efter, da han lænede sig mod den. En tjener, muligvis en dværg ved navn Scarlet, faldt også ned efter at have forsøgt at redde ham ved at få fat i sin hængende ærme. Men han vejede dog for lidt til at kunne trække kongen (som var høj og stærkt bygget) op. En anden version fortæller, at Henrik havde set en parade fra vinduet, da en gruppe af udsendinge fra Pisa kom ind i lokalet. Da han vendte sig for at hilse på dem, tog han nogle skridt baglæns og fik over balance. Uanset de nøjagtige omstændigheder blev Henrik dræbt med det samme. Tjeneren, der fik et lårbensbrud, slog alarm, men døde senere af sin skade. Nogle beretninger fortæller, at Henrik måske ville have overlevet, hvis hans tjener ikke var landet oven på ham.

## Eftermæle
Hans hustru, dronning Isabella, nu enke for anden gang, giftede sig igen kort efter hans død. Hendes fjerde (og sidste) mand var Amalrik af Lusignan, konge af Cypern. Henriks hovedarving var hans ældste datter Alix, som hurtigt blev gift med sin stedbror, kong Hugo 1. af Cypern, og hvis arvinger repræsenterer den ældre linje af grever af Champagne.
Henrik efterlod flere vanskeligheder for Champagne. Han havde lånt en hel del penge for at finansiere sin ekspedition til Jerusalem og sit ægteskab, og arvefølgen i Grevskabet Champagne ville senere blive bestridt af hans døtre. I 1213 hævdede tilhængere af hans nevø, Theobald 4. af Champagne, over for en pavelig legat, at annulleringen af Isabellas ægteskab med Humfried af Toron (som stadig levede under hendes ægteskab med Henrik) var ugyldig, og derfor var døtrene illegitime. Dette var dog tvivlsomt: Legitimiteten af Isabellas datter med Konrad, Maria og hendes efterkommeres ret til Jerusalems trone blev aldrig udfordret, og hvis Maria var legitim, ligeledes var også Isabellas døtre med Henrik. Theobald måtte til sidst betale dyrt for at få Alix og Filippa til at opgive deres krav på Champagne.

## Børn
1. Margrete[5] (1193/1194 - før 1205) forlovede sig med Guy af Cypern, men de døde begge som børn.
2. Alix (1195/1196–1246), giftede sig først med Hugo 1. af Cypern, anden gang med Bohemund 5. af Antiokia og tredje gang med Raoul de Soissons. Gjorde krav på Grevskabet Champagne.
3. Filippa (ca. 11797 - 20. december 1250) giftede sig med Erard de Brienne-Ramerupt og gjorde også krav på Grevskabet Champagne.